# パックマンミュージアム
『パックマンミュージアム』（PAC-MAN MUSEUM）は、2014年6月25日にバンダイナムコエンターテインメントから発売されたゲームソフト。パックマンをはじめとしたシリーズ9タイトル（+追加有料DLC1タイトル）を収録している。2017年4月27日配信終了。
配信終了から約5年後に、本作品の8タイトルに収録タイトルをさらに追加した『PAC-MAN MUSEUM+』（パックマンミュージアムプラス）が2022年5月26日にNintendo Switch / PlayStation 4、5月27日にXbox One / Steam / Windows PC向けに発売した。本項ではこちらも扱う（便宜上『MUSEUM+』と省略、記載）。

## 収録作品
※は『MUSEUM+』未収録。
- パックマン
- ミズ・パックマン（有料DLC）※
- スーパーパックマン
- パック&パル
- パックマニア
- パックマン アレンジメント[注 1]
- パックランド
- パックマン チャンピオンシップ エディション
- パックアタック（『コズモギャング・ザ・パズル』の海外向けアレンジ版、GENESIS版）※
- パックマンバトルロイヤル

### MUSEUM+ 追加収録作品
- パックアタック（SNES版）
- パックインタイム[注 2]
- パックマン アレンジメント アーケード ver.[注 3]
- パック モトス（『モトス』のアレンジ版）[注 4]
- パックンロール リミックス（『パックンロール』のアレンジ版）[注 4]
- パックマン256